# كيري تايلور (ممثلة)
كيري تايلور (بالإنجليزية: Kerrie Taylor)‏ هي ممثلة بريطانية، ولدت في 20 يونيو 1973 في رومزي ‏ في المملكة المتحدة.

## وصلات خارجية
- كيري تايلور على موقع IMDb (الإنجليزية)